# Associated British Foods
Associated British Foods é uma empresa multinacional britânica de processamento de alimentos com sede em Londres, Reino Unido com operações em 46 países. A divisão de ingredientes da empresa é considerada a maior do mundo, possui também a divisão de supermercado e é uma grande fabricante de produtos de mercearia e é dona de marcas famosas como a Ovomaltine e a Fleischmann. A divisão de varejo do grupo, chamada Primark, tem cerca de 200 lojas na  Bélgica, Alemanha, Irlanda, Países Baixos, Portugal, Espanha e no Reino Unido.